# Gerhard Schulenburg
Gerhard Schulenburg (Laatzen, 1926. október 11. – Laatzen, 2013. március 26.) német nemzetközi labdarúgó-játékvezető.

## Pályafutása

### Nemzeti játékvezetés
A küldési gyakorlat szerint rendszeres partbírói tevékenységet is végzett. Az I. Liga játékvezetőjeként 1975-ben vonult vissza. Bundesliga mérkőzéseinek száma: 105.

#### Nemzeti kupamérkőzések
Vezetett kupadöntők száma: 3

##### Német labdarúgókupa
A DFB JB felkérésére, szakmai munkájának elismeréseként háromszor vezethette a német kupadöntőt. Rajta kívül Albert Duschnak és Werner Treichelnek jutott ugyanez a megtiszteltetés.
| Időpont             | Helyszín                        | Mérkőzés típusa | Mérkőzés                                | Eredmény | Nézők száma |
| ------------------- | ------------------------------- | --------------- | --------------------------------------- | -------- | ----------- |
| 1959. december 27.  | Auestadion, Kassel              | döntő           | Schwarz-Weiß Essen–Borussia Neunkirchen | 5 – 2    | 20 000      |
| 1966. Június 4.     | Wald Stadion, Frankfurt am Main | döntő           | FC Bayern München–Meidericher SV        | 4 : 2    | 60 000      |
| 1970. augusztus 29. | Niedersachsen Stadion, Hannover | döntő           | Kickers Offenbach–1. FC Köln            | 2 : 1    | 50 000      |

### Nemzetközi játékvezetés
A Német labdarúgó-szövetség (DFB) Játékvezető Bizottsága (JB) terjesztette fel nemzetközi játékvezetőnek, a Nemzetközi Labdarúgó-szövetség (FIFA) 1964-től tartotta nyilván bírói keretében. A FIFA JB központi nyelvei közül a németet beszéli. Több válogatott és nemzetközi klubmérkőzést vezetett, vagy működő társának partbíróként segített. Az aktív nemzetközi játékvezetéstől 1974-ben vonult vissza. 18 "A" válogatott mérkőzést vezetett.

#### Labdarúgó-világbajnokság
A világbajnoki döntőbejutás útján Mexikóba a IX., az 1970-es labdarúgó-világbajnokságra illetve Nyugat-Németországra a X., az 1974-es labdarúgó-világbajnokságra a FIFA JB játékvezetőként foglalkoztatta. A FIFA JB elvárása szerint, ha nem vezetett, akkor partbíróként tevékenykedett. Egy csoportmérkőzésen 2. számú besorolást kapott. Világbajnokságon vezetett mérkőzéseinek száma: 1 + 1 (partbíró)

##### 1970-es labdarúgó-világbajnokság

###### Selejtező mérkőzés
| Időpont            | Helyszín                    | Mérkőzés típusa           | Mérkőzés               | Eredmény | Nézők száma |
| ------------------ | --------------------------- | ------------------------- | ---------------------- | -------- | ----------- |
| 1968. december 11. | Karaiskaki Stadion, Pireusz | előselejtező (1. csoport) | Görögország–Portugália | 4 : 2    | 36 759      |

##### 1974-es labdarúgó-világbajnokság

###### Selejtező mérkőzés
| Időpont           | Helyszín                     | Mérkőzés típusa           | Mérkőzés                | Eredmény | Nézők száma |
| ----------------- | ---------------------------- | ------------------------- | ----------------------- | -------- | ----------- |
| 1972. október 18. | Vasil Levski Stadion, Szófia | előselejtező (6. csoport) | Bulgária–Észak-Írország | 3 : 0    | 40 000      |

###### Világbajnoki mérkőzés
| Időpont          | Helyszín                    | Mérkőzés típusa              | Mérkőzés     | Eredmény | Nézők száma |
| ---------------- | --------------------------- | ---------------------------- | ------------ | -------- | ----------- |
| 1974. június 14. | Westfalen Stadion, Dortmund | csoportmérkőzés (2. csoport) | Zaire–Skócia | 0 : 2    | 27 000      |

#### Labdarúgó-Európa-bajnokság
Kiváló nemzetközi szakmai felkészültségét jól érzékelteti, hogy az UEFA JB az európai-labdarúgó torna döntőjéhez vezető úton Olaszországba a III., az 1968-as labdarúgó-Európa-bajnokságra valamint Belgiumba a IV., az 1972-es labdarúgó-Európa-bajnokságra többször foglalkoztatta játékvezetőként.

##### 1968-as labdarúgó-Európa-bajnokság

###### Selejtező mérkőzés
| Időpont            | Helyszín                         | Mérkőzés típusa           | Mérkőzés                    | Eredmény | Nézők száma |
| ------------------ | -------------------------------- | ------------------------- | --------------------------- | -------- | ----------- |
| 1966. október 22.  | Parc des Princes Stadion, Párizs | előselejtező (7. csoport) | Franciaország–Lengyelország | 1 : 1    | 25 000      |
| 1966. november 26. | San Paolo Stadion, Nápoly        | előselejtező (6. csoport) | Olaszország–Románia         | 3 : 1    | 75 000      |
| 1967. április 15.  | Wembley Stadion, London          | előselejtező (8. csoport) | Anglia–Skócia               | 2 : 3    | 100 000     |
| 1967. október 1.   | Eden Stadion, Prága              | előselejtező (1. csoport) | Csehszlovákia–Spanyolország | 1 : 0    | 40 000      |

###### Európa-bajnoki mérkőzés
| Időpont          | Helyszín                       | Mérkőzés típusa           | Mérkőzés             | Eredmény | Nézők száma |
| ---------------- | ------------------------------ | ------------------------- | -------------------- | -------- | ----------- |
| 1968. április 6. | Vaszil Levszki Stadion, Szófia | negyeddöntő első mérkőzés | Bulgária–Olaszország | 3 : 2    | 70 000      |

##### 1972-es labdarúgó-Európa-bajnokság

###### Selejtező mérkőzés
| Időpont         | Helyszín                       | Mérkőzés típusa           | Mérkőzés             | Eredmény | Nézők száma |
| --------------- | ------------------------------ | ------------------------- | -------------------- | -------- | ----------- |
| 1971. május 10. | Lansdowne Road Stadion, Dublin | előselejtező (6. csoport) | Írország–Olaszország | 1 : 2    | 25 000      |

#### Olimpiai játékok
Az 1972. évi nyári olimpiai játékok labdarúgó tornájának mérkőzésein a FIFA JB bírói szolgálatra kérte fel.

##### 1972. évi nyári olimpiai játékok
| Időpont             | Helyszín                     | Mérkőzés típusa              | Mérkőzés      | Eredmény | Nézők száma |
| ------------------- | ---------------------------- | ---------------------------- | ------------- | -------- | ----------- |
| 1972. augusztus 31. | Központi Stadion, Regensburg | csoportmérkőzés (C. csoport) | Irán–Brazília | 1 : 0    | 2 200       |

#### Nemzetközi kupamérkőzések
Vezetett Kupa-döntők száma: 1

##### Vásárvárosok kupája
A versenybe nevezett csapatok találkozói alkalmával a magyar csapatnak kettő találkozón volt játékvezetője. A tornasorozat 18. döntőjének – 3. német – bírója.
| Időpont              | Helyszín                   | Mérkőzés típusa        | Mérkőzés                    | Eredmény | Nézők száma |
| -------------------- | -------------------------- | ---------------------- | --------------------------- | -------- | ----------- |
| 1968. január 9.      | Anfield Stadion, Liverpool | selejtező (3. forduló) | Liverpool FC–Ferencváros    | 0 : 1    |             |
| 1968. szeptember 11. | Népstadion, Budapest       | döntő 2. mérkőzés      | Ferencváros–Leeds United FC | 0 : 0    | 70 000      |

## Sikerei, díjai
A sikerekben gazdag aktív pályafutását befejezve a DFB Játékvezető Bizottságának javaslatára megkapta a szövetség dísztűjét és emlékérmét.